# Europese kampioenschappen kunstschaatsen 2011

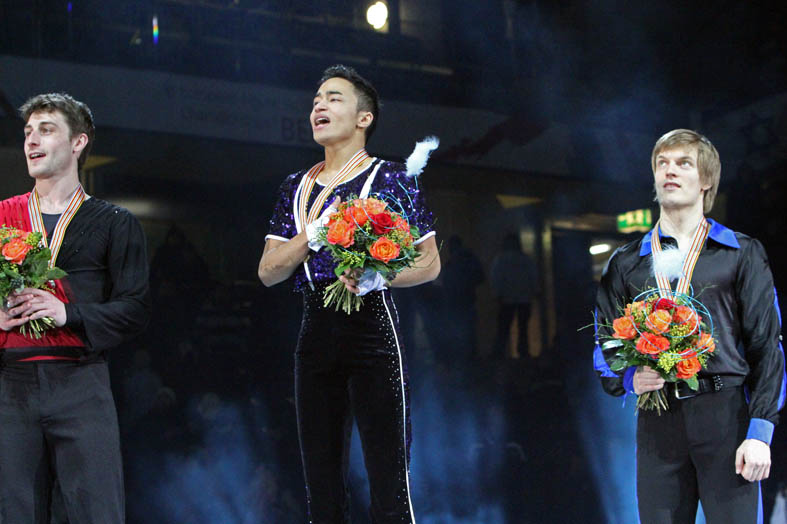
Huldiging heren tijdens de Europese kampioenschappen kunstschaatsen 2011

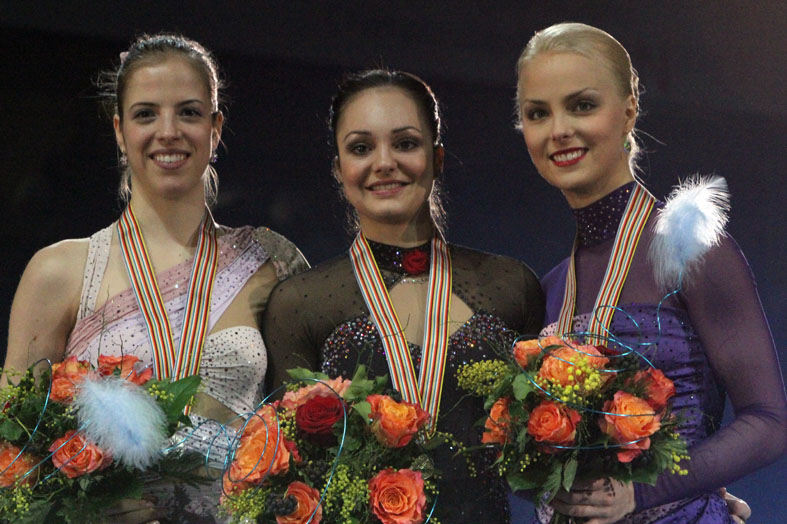
Huldiging dames tijdens de Europese kampioenschappen kunstschaatsen 2011

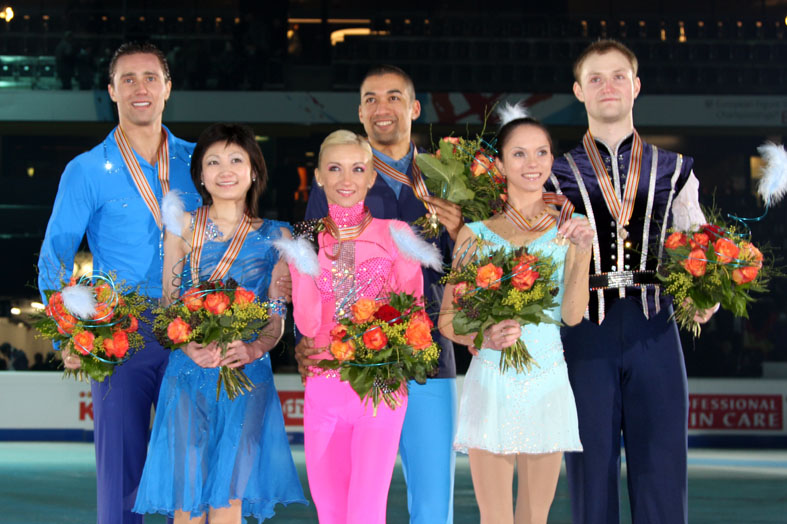
Huldiging paren tijdens de Europese kampioenschappen kunstschaatsen 2011

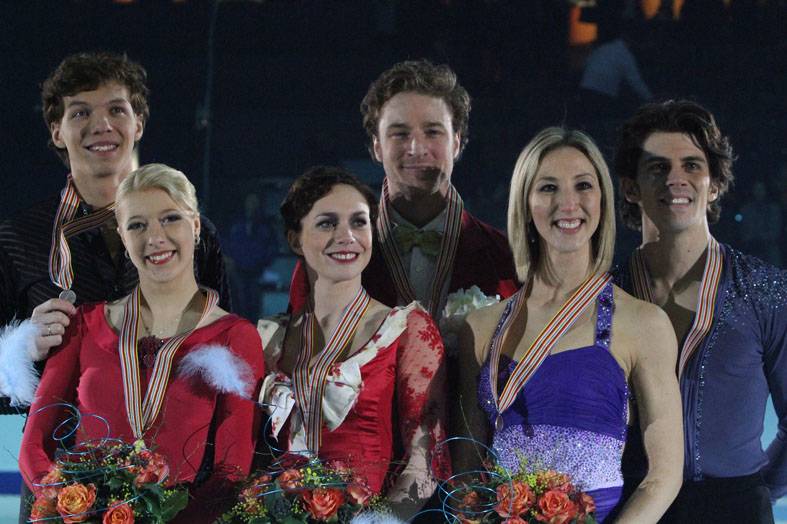
Huldiging ijsdansen tijdens de Europese kampioenschappen kunstschaatsen 2011

De Europese kampioenschappen kunstschaatsen zijn wedstrijden die samen een jaarlijks terugkerend evenement vormen, georganiseerd door de Internationale Schaatsunie (ISU).
De kampioenschappen van 2011 vonden plaats van 24 tot en met 30 januari in de PostFinance Arena in Bern. Het was de eerste keer dat de kampioenschappen in deze stad plaatsvonden en voor de 20e keer dat een EK evenement in Zwitserland plaatsvond, Davos was tien keer gaststad, Sankt Moritz driemaal en Genève, Lausanne en Zürich ieder tweemaal.
Voor de mannen was het de 103e editie en de negentiende keer in Zwitserland. Voor de vrouwen en paren was het de 75e editie en respectievelijk de twaalfde en elfde keer in Zwitserland. Voor de ijsdansers was het de 58e editie en de zevende in Zwitserland.
Dit evenement is een van de vier kampioenschappen die de ISU jaarlijks organiseert. De andere kampioenschappen zijn de WK Kunstschaatsen, de WK Kunstschaatsen junioren en het Vier Continenten Kampioenschap (voor Afrika, Azië, Amerika en Oceanië).
| Programma | Programma          | Programma          | Programma           | Programma            | Programma          | Programma           | Programma         |
| --------- | ------------------ | ------------------ | ------------------- | -------------------- | ------------------ | ------------------- | ----------------- |
|           | maandag 24 januari | dinsdag 25 januari | woensdag 26 januari | donderdag 27 januari | vrijdag 28 januari | zaterdag 29 januari | zondag 30 januari |
| Paren     |                    |                    | korte kür           | vrije kür            |                    |                     | Gala              |
| IJsdansen | voorronde          |                    | korte kür           |                      | vrije kür          |                     | Gala              |
| Vrouwen   |                    | voorronde          |                     |                      | korte kür          | vrije kür           | Gala              |
| Mannen    | voorronde          |                    |                     | korte kür            |                    | vrije kür           | Gala              |

* De voorronde maakte geen deel uit van de officiële wedstrijden.

## Deelnemende landen
Alle Europese ISU-leden hadden het recht om één startplaats per discipline in te vullen. Extra startplaatsen (met een maximum van drie per discipline) zijn verdiend op basis van eindklasseringen op het EK van 2010
Vijfendertig landen schreven deelnemers in voor dit toernooi, zij vulden 119 startplaatsen in. Voor België nam Kevin Van der Perren voor de twaalfde keer deel in het mannentoernooi en Jorik Hendrickx voor de tweede keer. In het vrouwentoernooi debuteerde Ira Vannut. Zij eindigde op de zevende plaats en werd daarmee pas de tweede Belgische vrouw die in de top 10 eindigde. Yvonne De Ligne-Geurts was de eerste, zij eindigde van 1930-1935 zesmaal in de top tien. Voor Nederland nam Boyito Mulder voor de derde keer deel in het mannentoernooi en trok Manouk Gijsman zich voor aanvang van het vrouwentoernooi terug.
(Tussen haakjes het totaal aantal startplaatsen: mannen - vrouwen - paren - ijsdansen; maximaal drie per land)
| Italië (2-3-2-3) Rusland (2-2-3-3) Duitsland (2-1-3-1) Frankrijk (2-1-1-2) Verenigd Koninkrijk (1-1-2-2) Zwitserland (3-2-0-1) Estland (1-2-1-1) | Finland (1-3-0-1) Hongarije (1-2-0-2) Tsjechië (2-1-1-1) Israël (1-0-2-1) Oekraïne (1-1-0-2) Oostenrijk (1-1-1-1) Spanje (2-1-0-1) | Wit-Rusland (1-1-1-1) België (2-1-0-0) Bulgarije (1-1-0-1) Georgië (0-2-0-1) Litouwen (2-0-0-1) Slowakije (1-1-0-1) Zweden (2-1-0-0) | Denemarken (1-1-0-0) Nederland (1-1-0-0) Roemenië (1-1-0-0) Turkije (1-1-0-0) Bosnië en Herzegovina (1-0-0-0) Griekenland (0-1-0-0) Ierland (0-1-0-0) | Kroatië (0-1-0-0) Luxemburg (0-1-0-0) Monaco (1-0-0-0) Noorwegen (0-1-0-0) Polen (1-0-0-0) Servië (0-1-0-0) Slovenië (0-1-0-0) |

## Medailleverdeling
Bij de mannen werd de EK debutant Florent Amodio de 44e Europees kampioen en de vierde kampioen uit Frankrijk na Alain Giletti (5x; 1955, 1956, 1957, 1960, 1961), Alain Calmat (3x; 1962, 1963, 1964) en Brian Joubert (3x; 2004, 2007, 2009). Joubert flankeerde zijn landgenoot op plaats twee op het erepodium. Het was voor de tiende opeenvolgende keer dat hij hierop plaats nam, in 2003 en 2005 werd hij tweede en in 2002, 2006, 2008 en 2010 derde. De derde positie werd ingenomen door de Europees kampioen van 2008, de Tsjech Tomáš Verner, het was voor hem de tweede keer dat hij op het erepodium stond.
Bij de vrouwen stonden dezelfde drie vrouwen als in 2007 op het erepodium, de nummers een en twee ruilden van positie. De Zwitserse Sarah Meier werd de 31e Europees kampioene in het vrouwentoernooi. Het was haar derde podium plaats, in 2007 en 2008 werd ze tweede. Met het behalen van de titel trad ze in de voetsporen van haar landgenote Denise Biellmann die in 1981 als eerste Zwitserse de Europese titel bij de vrouwen veroverde. Het was de vierde EK titel ooit voor Zwitserland, in 1947 veroverde Hans Gerschwiler deze bij de mannen en bij het paarrijden wonnen Silvia Grandjean / Michel Grandjean de titel in 1954. De Italiaanse Carolina Kostner, drievoudig Europees kampioene (2007, 2008, 2010), eindigde op de tweede plaats. Het was haar zesde opeenvolgende EK-medaille, in 2006 werd ze derde en in 2009 ook tweede. De derde medaille ging naar de Finse Kiira Korpi op plaats drie, zij veroverde haar tweede medaille na haar bronzen medaille in 2007.
Twee van de drie paren die in 2008, 2009 en 2010 op het podium stonden, namen er dit jaar weer plaats op. Het Duitse paar Aliona Savchenko / Robin Szolkowy behaalden na 2007, 2008 en 2009 hun vierde titel binnen. Het was hun zesde medaille oprij, in 2006 en 2010 werden ze tweede. De Europees kampioenen van 2010, het Russische paar Yuko Kawaguchi / Alexander Smirnov, in 2008 derde en in 2009 tweede, eindigden dit jaar weer op de tweede plaats. Plaats drie werd ingenomen door het Russische paar Vera Bazarova / Joeri Larionov die voor het eerst op het erepodium plaats namen.
Bij het ijsdansen werd het Franse paar Nathalie Pechalat / Fabian Bourzat het 27e paar die de Europese titel veroverden en het vierde paar uit Frankrijk na Christiane Guhel / Jean Paul Guhel (1962), Marina Anissina / Gwendal Peizerat (2000, 2002) en Isabelle Delobel / Olivier Schoenfelder (2007). Het Russische paar Jekaterina Bobrova / Dmitri Solovjov op plaats twee stond voor de eerste keer op het erepodium bij het EK. Het Britse paar Sinead Kerr / John Kerr op plaats drie behaalden hun tweede medaille, in 2009 werden ze ook derde.
| Discipline | Goud                               | Zilver                               | Brons                          |
| ---------- | ---------------------------------- | ------------------------------------ | ------------------------------ |
| Mannen     | Florent Amodio                     | Brian Joubert                        | Tomáš Verner                   |
| Vrouwen    | Sarah Meier                        | Carolina Kostner                     | Kiira Korpi                    |
| Paren      | Aliona Savchenko / Robin Szolkowy  | Yuko Kawaguchi / Alexander Smirnov   | Vera Bazarova / Joeri Larionov |
| IJsdansen  | Nathalie Pechalat / Fabian Bourzat | Jekaterina Bobrova / Dmitri Solovjov | Sinead Kerr / John Kerr        |

## Uitslagen
| #                   | naam (deelname)           | land                           | punten | korte kür  | vrije kür   | voorronde (vrije kür) |
| ------------------- | ------------------------- | ------------------------------ | ------ | ---------- | ----------- | --------------------- |
| Goud                | Florent Amodio            | Vlag van Frankrijk             | 226.86 | 78.11 (1)  | 148.75 (3)  |                       |
| Zilver              | Brian Joubert (10)        | Vlag van Frankrijk             | 223.01 | 70.44 (7)  | 152.57 (1)  |                       |
| Brons               | Tomáš Verner (9)          | Vlag van Tsjechië              | 222.60 | 72.91 (5)  | 149.69 (2)  |                       |
| 4                   | Kevin Van der Perren (12) | Vlag van België                | 216.59 | 73.61 (4)  | 142.98 (5)  |                       |
| 5                   | Artur Gachinski           | Vlag van Rusland               | 216.07 | 73.76 (3)  | 142.31 (6)  |                       |
| 6                   | Samuel Contesti (4)       | Vlag van Italië                | 204.88 | 72.78 (6)  | 132.10 (9)  |                       |
| 7                   | Konstantin Mensjov        | Vlag van Rusland               | 202.62 | 58.82 (14) | 143.80 (4)  |                       |
| 8                   | Michal Březina (4)        | Vlag van Tsjechië              | 201.39 | 76.13 (2)  | 125.26 (10) |                       |
| 9                   | Javier Fernández (5)      | Vlag van Spanje                | 199.65 | 60.48 (11) | 139.17 (7)  |                       |
| 10                  | Alban Préaubert (6)       | Vlag van Frankrijk             | 196.15 | 63.77 (10) | 132.38 (8)  |                       |
| 11                  | Peter Liebers (3)         | Vlag van Duitsland             | 189.00 | 64.53 (9)  | 124.47 (11) |                       |
| 12                  | Paolo Bacchini (4)        | Vlag van Italië                | 178.34 | 59.39 (12) | 118.95 (13) |                       |
| 13                  | Adrian Schultheiss (5)    | Vlag van Zweden                | 178.19 | 58.36 (15) | 119.83 (12) |                       |
| 14                  | Kristoffer Berntsson (12) | Vlag van Zweden                | 172.58 | 66.62 (8)  | 105.96 (21) |                       |
| 15                  | Anton Kovalevski (5)      | Vlag van Oekraïne              | 169.33 | 53.47 (19) | 115.86 (14) |                       |
| 16                  | Jorik Hendrickx (2)       | Vlag van België                | 168.39 | 59.14 (13) | 109.25 (19) | 118.46 (1)            |
| 17                  | Kim Lucine                | Vlag van Monaco                | 167.97 | 52.56 (20) | 115.41 (15) | 115.12 (2)            |
| 18                  | Viktor Pfeifer (5)        | Vlag van Oostenrijk            | 164.83 | 55.70 (17) | 109.13 (20) |                       |
| 19                  | Javier Raya               | Vlag van Spanje                | 164.68 | 51.98 (21) | 112.70 (17) | 100.82 (5)            |
| 20                  | Denis Wieczorek           | Vlag van Duitsland             | 163.60 | 50.62 (22) | 112.98 (16) | 111.96 (3)            |
| 21                  | Zoltán Kelemen (5)        | Vlag van Roemenië              | 160.50 | 50.38 (23) | 110.12 (18) | 106.57 (4)            |
| 22                  | Laurent Alvarez           | Vlag van Zwitserland           | 159.45 | 56.64 (16) | 102.81 (23) |                       |
| 23                  | Maxim Shipov (4)          | Vlag van Israël                | 158.28 | 53.99 (18) | 104.29 (22) | 98.84 (8)             |
| 24                  | Stéphane Walker           | Vlag van Zwitserland           | 137.64 | 49.74 (24) | 87.90 (24)  | 95.51 (10)            |
| Finale niet bereikt |                           |                                |        |            |             |                       |
| 25                  | Maciej Chieplucha (2)     | Vlag van Polen                 |        | 49.33 (25) |             | 97.14 (9)             |
| 26                  | Moris Pfeifhofer          | Vlag van Zwitserland           |        | 46.93 (26) |             | 100.73 (6)            |
| 27                  | Ali Demirboga             | Vlag van Turkije               |        | 42.09 (27) |             | 95.58 (11)            |
| 28                  | Justus Strid              | Vlag van Denemarken            |        | 41.84 (28) |             | 100.42 (7)            |
| Alleen voorronde    |                           |                                |        |            |             |                       |
|                     | David Richardson          | Vlag van Verenigd Koninkrijk   |        |            |             | 91.59 (12)            |
|                     | Tigran Vardanjan (3)      | Vlag van Hongarije             |        |            |             | 89.59 (13)            |
|                     | Damjan Ostojic (3)        | Vlag van Bosnië en Herzegovina |        |            |             | 85.58 (14)            |
|                     | Jakub Strobl              | Vlag van Slowakije             |        |            |             | 83.21 (15)            |
|                     | Valter Virtanen           | Vlag van Finland               |        |            |             | 79.90 (16)            |
|                     | Saulius Ambrulevicius (3) | Vlag van Litouwen              |        |            |             | 76.40 (17)            |
|                     | Mikhail Karaliuk          | Vlag van Wit-Rusland           |        |            |             | 71.03 (18)            |
|                     | Boyito Mulder (3)         | Vlag van Nederland             |        |            |             | 70.25 (19)            |
|                     | Georgi Kenchadze (3)      | Vlag van Bulgarije             |        |            |             | 68.46 (20)            |
|                     | Viktor Romanenkov (2)     | Vlag van Estland               |        |            |             | t.z.t.                |

| #                   | naam (deelname)          | land                         | punten | korte kür  | vrije kür  | voorronde (vrije kür) |
| ------------------- | ------------------------ | ---------------------------- | ------ | ---------- | ---------- | --------------------- |
| Goud                | Sarah Meier (10)         | Vlag van Zwitserland         | 170.60 | 58.56 (3)  | 112.04 (2) |                       |
| Zilver              | Carolina Kostner (9)     | Vlag van Italië              | 168.54 | 53.17 (6)  | 115.37 (1) |                       |
| Brons               | Kiira Korpi (7)          | Vlag van Finland             | 166.40 | 63.50 (1)  | 102.90 (4) |                       |
| 4                   | Ksenia Makarova (2)      | Vlag van Rusland             | 162.04 | 60.35 (2)  | 101.69 (5) |                       |
| 5                   | Alena Leonova (3)        | Vlag van Rusland             | 154.31 | 48.40 (13) | 105.91 (3) |                       |
| 6                   | Viktoria Helgesson (4)   | Vlag van Zweden              | 151.66 | 54.70 (4)  | 96.96 (7)  |                       |
| 7                   | Ira Vannut               | Vlag van België              | 150.66 | 50.90 (10) | 99.76 (6)  | 90.98 (1)             |
| 8                   | Elene Gedevanisjvili (6) | Vlag van Georgië             | 147.96 | 53.68 (5)  | 94.28 (8)  |                       |
| 9                   | Maé-Bérénice Méité       | Vlag van Frankrijk           | 138.74 | 51.61 (7)  | 87.13 (10) | 87.10 (2)             |
| 10                  | Valentina Marchei (7)    | Vlag van Italië              | 137.44 | 51.24 (8)  | 86.20 (14) |                       |
| 11                  | Sarah Hecken (2)         | Vlag van Duitsland           | 137.43 | 51.12 (9)  | 86.31 (12) |                       |
| 12                  | Sonia Lafuente (4)       | Vlag van Spanje              | 135.82 | 49.10 (11) | 86.72 (11) |                       |
| 13                  | Gerli Liinamäe           | Vlag van Estland             | 133.73 | 44.07 (16) | 89.66 (9)  |                       |
| 14                  | Jenna McCorkell (8)      | Vlag van Verenigd Koninkrijk | 132.15 | 48.65 (12) | 83.50 (15) |                       |
| 15                  | Juulia Turkkila          | Vlag van Finland             | 131.38 | 45.17 (14) | 86.21 (13) |                       |
| 16                  | Romy Bühler              | Vlag van Zwitserland         | 122.33 | 44.42 (15) | 77.91 (17) | 74.69 (4)             |
| 17                  | Karina Johnson (3)       | Vlag van Denemarken          | 121.63 | 38.30 (24) | 83.33 (16) | 69.34 (6)             |
| 18                  | Svetlana Issakova        | Vlag van Estland             | 118.44 | 42.30 (18) | 76.14 (18) | 73.42 (5)             |
| 19                  | Viktória Pavuk (4)       | Vlag van Hongarije           | 112.70 | 42.18 (19) | 70.52 (21) |                       |
| 20                  | Daša Grm                 | Vlag van Slovenië            | 112.54 | 38.97 (21) | 73.57 (20) |                       |
| 21                  | Alice Garlisi            | Vlag van Italië              | 112.36 | 38.79 (22) | 73.57 (19) | 78.81 (3)             |
| 22                  | Fleur Maxwell (4)        | Vlag van Luxemburg           | 110.59 | 43.64 (17) | 66.95 (24) | 65.29 (9)             |
| 23                  | Hristina Vassileva       | Vlag van Bulgarije           | 106.79 | 39.11 (20) | 67.68 (22) | 64.31 (10)            |
| 24                  | Alexandra Kunova         | Vlag van Slowakije           | 105.86 | 38.67 (23) | 67.19 (23) |                       |
| Finale niet bereikt |                          |                              |        |            |            |                       |
| 25                  | Anne Line Gjersem        | Vlag van Noorwegen           |        | 34.66 (25) |            | 67.38 (7)             |
| 26                  | Irina Movchan (3)        | Vlag van Oekraïne            |        | 31.43 (26) |            |                       |
| 27                  | Clara Peters (3)         | Vlag van Ierland             |        | 30.91 (27) |            | 65.70 (8)             |
| 28                  | Birce Atabey (2)         | Vlag van Turkije             |        | 30.50 (28) |            |                       |
| Alleen voorronde    |                          |                              |        |            |            |                       |
|                     | Belinda Schönberger      | Vlag van Oostenrijk          |        |            |            | 63.95 (11)            |
|                     | Nastassia Hrybko         | Vlag van Wit-Rusland         |        |            |            | 63.81 (12)            |
|                     | Martina Bocek (2)        | Vlag van Tsjechië            |        |            |            | 61.67 (13)            |
|                     | Cecilia Törn             | Vlag van Finland             |        |            |            | 60.54 (14)            |
|                     | Marina Seeh (2)          | Vlag van Servië              |        |            |            | 58.30 (15)            |
|                     | Katherine Hadford (4)    | Vlag van Hongarije           |        |            |            | 57.51 (16)            |
|                     | Georgia Glastris         | Vlag van Griekenland         |        |            |            | 57.37 (17)            |
|                     | Sabina Măriuţă           | Vlag van Roemenië            |        |            |            | 47.38 (18)            |
|                     | Mirna Libric (3)         | Vlag van Kroatië             |        |            |            | 45.91 (19)            |
|                     | Manouk Gijsman (3)       | Vlag van Nederland           |        |            |            | t.z.t.                |

| #      | naam (deelname)                                 | land                         | punten | korte kür  | vrije kür  |
| ------ | ----------------------------------------------- | ---------------------------- | ------ | ---------- | ---------- |
| Goud   | Aliona Savchenko (9) Robin Szolkowy (7)         | Vlag van Duitsland           | 206.20 | 72.31 (1)  | 133.89 (2) |
| Zilver | Yuko Kawaguchi (4) Alexander Smirnov (4)        | Vlag van Rusland             | 203.61 | 69.49 (2)  | 134.12 (1) |
| Brons  | Vera Bazarova (2) Joeri Larionov (2)            | Vlag van Rusland             | 188.24 | 62.89 (3)  | 125.35 (3) |
| 4      | Katarina Gerboldt (2) Aleksandr Enbert          | Vlag van Rusland             | 169.95 | 57.50 (5)  | 112.45 (4) |
| 5      | Stefania Berton (3) Ondřej Hotárek (3)          | Vlag van Italië              | 164.83 | 60.08 (4)  | 104.75 (5) |
| 6      | Maylin Hausch (3) Daniel Wende (7)              | Vlag van Duitsland           | 149.97 | 53.86 (6)  | 96.11 (6)  |
| 7      | Klara Kadlecova Petr Bidar                      | Vlag van Tsjechië            | 139.94 | 48.45 (8)  | 91.49 (7)  |
| 8      | Stacey Kemp (6) David King (6)                  | Vlag van Verenigd Koninkrijk | 128.04 | 48.46 (7)  | 79.58 (9)  |
| 9      | Adeline Canac (4) Yannick Bonheur (7)           | Vlag van Frankrijk           | 125.34 | 43.02 (9)  | 82.32 (8)  |
| 10     | Ljoebov Bakirova (2) Mikalai Kamiantsjoek (2)   | Vlag van Wit-Rusland         | 120.72 | 41.51 (10) | 79.21 (10) |
| 11     | Katharina Gierok Florian Just (3)               | Vlag van Duitsland           | 118.06 | 40.70 (11) | 77.36 (11) |
| 12     | Carolina Gillespie Luca Dematte                 | Vlag van Italië              | 115.53 | 40.11 (12) | 75.42 (12) |
| 13     | Natalja Zabijako Sergei Kulbach                 | Vlag van Estland             | 106.47 | 35.01 (14) | 71.46 (13) |
| 14     | Sally Hoolin Jakub Safranek                     | Vlag van Verenigd Koninkrijk | 104.16 | 36.41 (13) | 67.75 (14) |
| 15     | Stina Martini Severin Kiefer                    | Vlag van Oostenrijk          | 100.87 | 34.74 (15) | 66.13 (15) |
| -      | Danielle Montalbano (2) Evgeni Krasnopolski (2) | Vlag van Israël              |        | t.z.t.     |            |

| #                   | naam (deelname)                            | land                         | punten      | korte kür  | vrije kür  | voorronde (vrije kür) |
| ------------------- | ------------------------------------------ | ---------------------------- | ----------- | ---------- | ---------- | --------------------- |
| Goud                | Nathalie Pechalat (6) Fabian Bourzat (6)   | Vlag van Frankrijk           | 167.40      | 66.91 (1)  | 100.49 (1) |                       |
| Zilver              | Jekaterina Bobrova (2) Dmitri Solovjov (2) | Vlag van Rusland             | 161.14      | 65.46 (2)  | 95.68 (2)  |                       |
| Brons               | Sinead Kerr (8) John Kerr (8)              | Vlag van Verenigd Koninkrijk | 157.49      | 62.87 (3)  | 94.62 (3)  |                       |
| 4                   | Jelena Ilinych Nikita Katsalapov           | Vlag van Rusland             | 153.48      | 60.93 (4)  | 92.55 (4)  |                       |
| 5                   | Federica Faiella (11) Massimo Scali (19)   | Vlag van Italië              | 145.92      | 57.18 (9)  | 88.74 (5)  |                       |
| 6                   | Ekaterina Riazanova Ilia Tkachenko         | Vlag van Rusland             | 145.05      | 60.91 (5)  | 84.14 (6)  |                       |
| 7                   | Nelli Zhiganshina (2) Alexander Gazsi (2)  | Vlag van Duitsland           | 140.69      | 57.82 (7)  | 82.87 (7)  | 79.27 (2)             |
| 8                   | Nóra Hoffmann (8) Maxim Zavozin (3)        | Vlag van Hongarije           | 140.30      | 58.00 (6)  | 82.30 (8)  |                       |
| 9                   | Pernelle Carron (5) Lloyd Jones (2)        | Vlag van Frankrijk           | 135.41      | 57.23 (8)  | 78.18 (10) |                       |
| 10                  | Lucie Myslivečková Matěj Novák             | Vlag van Tsjechië            | 135.35      | 54.37 (10) | 80.98 (9)  | 80.54 (1)             |
| 11                  | Siobhan Heekin-Canedy Alexander Shalakov   | Vlag van Oekraïne            | 123.27      | 49.15 (11) | 74.12 (11) |                       |
| 12                  | Isabella Tobias Deividas Stagniūnas (4)    | Vlag van Litouwen            | 121.36      | 49.00 (12) | 72.36 (13) | 65.36 (8)             |
| 13                  | Nadezhda Frolenkova Mikhail Kasalo         | Vlag van Oekraïne            | 120.86      | 47.73 (13) | 73.13 (12) |                       |
| 14                  | Penny Coomes (2) Nicholas Buckland (2)     | Vlag van Verenigd Koninkrijk | 116.47      | 44.78 (18) | 71.69 (14) | 73.79 (3)             |
| 15                  | Sara Hurtado Adria Diaz                    | Vlag van Spanje              | 115.81      | 44.84 (17) | 70.97 (15) | 67.20 (5)             |
| 16                  | Lorenza Alessandrini Simone Vaturi         | Vlag van Italië              | 115.35      | 47.69 (14) | 67.66 (18) |                       |
| 17                  | Allison Reed (2) Otar Japaridze (2)        | Vlag van Georgië             | 114.73      | 46.86 (16) | 67.87 (17) | 66.24 (7)             |
| 18                  | Federica Testa (2) Christopher Moir (2)    | Vlag van Italië              | 112.64      | 47.52 (15) | 65.12 (19) | 67.90 (4)             |
| 19                  | Ramona Elsener (2) Florian Roost (2)       | Vlag van Zwitserland         | 111.86 (19) | 42.35 (19) | 69.51 (16) | 53.50 (12) *          |
| 20                  | Brooke Elizabeth Frieling Lionel Rumi      | Vlag van Israël              | 99.63       | 41.69 (20) | 57.94 (20) |                       |
| Finale niet bereikt |                                            |                              |             |            |            |                       |
| 21                  | Irina Shtork Taavi Rand                    | Vlag van Estland             |             | 38.76 (21) |            | 66.38 (6)             |
| Alleen voorronde    |                                            |                              |             |            |            |                       |
|                     | Nikola Visnova (2) Lukas Csolley (2)       | Vlag van Slowakije           |             |            |            | 63.92 (9)             |
|                     | Kira Geil (2) Tobias Eisenbauer            | Vlag van Oostenrijk          |             |            |            | 63.09 (10)            |
|                     | Zsuzsanna Nagy (3) Máté Fejes              | Vlag van Hongarije           |             |            |            | 61.70 (11)            |
|                     | Lesia Valadzenkava (2) Vitali Vakunov (2)  | Vlag van Wit-Rusland         |             |            |            | 53.41 (13)            |
|                     | Henna Lindholm Ossi Kanervo                | Vlag van Finland             |             |            |            | 50.75 (14)            |
|                     | Kristina Tremasova Dimitar Lichev          | Vlag van Bulgarije           |             |            |            | 42.88 (15)            |

Medaillewinnaars

Mannen · 
Vrouwen ·
Paren · 
IJsdansen

Toernooi

1891 · 
1892 · 
1893 · 
1894 · 
1895 · 
1896-1897 · 
1898 · 
1899 · 
1900 · 
1901 · 
1902-1903 · 
1904 · 
1905 · 
1906 · 
1907 · 
1908 · 
1909 · 
1910 · 
1911 · 
1912 · 
1913 · 
1914 · 
1915-1921 · 
1922 · 
1923 · 
1924 · 
1925 · 
1926 · 
1927 · 
1928 · 
1929 · 
1930 · 
1931 · 
1932 · 
1933 · 
1934 · 
1935 · 
1936 · 
1937 · 
1938 · 
1939 ·
1940-1946 · 
1947 · 
1948 · 
1949 · 
1950 · 
1951 · 
1952 · 
1953 · 
1954 · 
1955 · 
1956 · 
1957 · 
1958 · 
1959 · 
1960 · 
1961 · 
1962 · 
1963 · 
1964 · 
1965 · 
1966 · 
1967 · 
1968 · 
1969 · 
1970 · 
1971 · 
1972 · 
1973 · 
1974 · 
1975 · 
1976 · 
1977 · 
1978 · 
1979 · 
1980 · 
1981 · 
1982 · 
1983 · 
1984 · 
1985 · 
1986 · 
1987 · 
1988 · 
1989 · 
1990 · 
1991 · 
1992 · 
1993 · 
1994 · 
1995 ·
1996 · 
1997 · 
1998 · 
1999 · 
2000 · 
2001 · 
2002 · 
2003 · 
2004 · 
2005 · 
2006 ·
2007 ·
2008 ·
2009 ·
2010 ·
2011 ·
2012 ·
2013 ·
2014 ·
2015 ·
2016 ·
2017 ·
2018 ·
2019 ·
2020 ·
2021 · 
2022 · 
2023 · 
2024 · 
2025

WK kunstschaatsen ·
WK kunstschaatsen junioren ·
Viercontinentenkampioenschap ·
Olympische Spelen